# Melanie Blatt
Melanie Ruth Blatt (sinh ngày 25 tháng 03 năm 1975) là một nữ ca sĩ kiêm nữ diễn viên truyền hình và là một thành viên của nhóm nhạc nữ All Saints. Sau khi rời nhóm nhạc này, cô đã phát động một sự nghiệp solo cho chính mình.

## Tiểu sử
Melanie Blatt được sinh ra tại Bệnh viện University College ở Anh và được đặt tên là Melanie Safka. Cô có một người mẹ gốc Pháp và một người cha Anh gốc Do Thái và có tổ tiên là từ Ba Lan và Nga. Cô có em gái tên là Jasmine. Năm 1986, Blatt bị chẩn đoán là có chứng vẹo cột sống, cha mẹ cô không hài lòng với việc điều trị kéo dài ở Vương quốc Anh và họ đã quyết định chuyển đến Pháp để điều trị cho cô (và cô đã được điều trị dứt điểm).
Blatt đã đến trường tiểu học Fitzjohn và tài năng âm nhạc của cô đã ngay lập tức gây chú ý của giáo viên David Joyne, ông này khuyến khích cha mẹ cô để gửi cô đến một trường học để đào tạo một cách bài bản. Năm 1986, cô tham dự một giải thi đấu và đã gặp Nicole Appleton. Hai cô gái đã trở thành bạn thân. Năm 1993, Blatt gặp Shaznay Lewis tại phòng thu Metamorphosis ở Luân Đôn, cùng với Simone Rainford, họ thành lập nhóm All Saints 1.9.7.5 mà sau này được đổi tên thành All Saints. Năm 2001, All Saints đã chia tay mhóm và Blatt bắt tay vào sự nghiệp solo.
Melanie Blatt đã phát biểu rằng chỉ có trình diễn ca nhạc trên các sân khấu lớn mới có thể giúp cô kiếm đủ tiền trang trải cho cuộc sống gia đình. 
Hoạt động của All Saints đã đóng băng sau hàng loạt những vụ cãi vã không thể chấm dứt. Hai chị em nhà Appleton hiện đã ký hợp đồng riêng và tác chiến thực hiện hai ca khúc cho album mới của mình. Lewis thì cũng có nơi có chốn, đã được người viết ca khúc cho Robbie Williams để dành cho một số tác phẩm. Chỉ còn Mel B là đơn thương độc mã trên con đường tự khẳng định mình.

## Nhạc phẩm

### Albums
- 1. "Love Sweet Love"
- 2. "I'm Leaving"
- 3. "I Don't Mind"
- 4. "No Lullaby"
- 5. "Who I Am"
- 6. "Wonderfully Mean"
- 7. "We Two"
- 8. "Now You're Gone"
- 9. "In Your Arms"
- 10. "Shine"

### Singles
- "Do Me Wrong" (2003)
- "See Me" (2005)